# Аннадурдиєв Алтимурад Мурадович
Алтимурад Аннадурдиєв (туркм. Altymyrat Annadurdyýew; нар. 13 квітня 1993, Ашгабат) — туркменський футболіст, нападник клубу «Алтин Асир» та національної збірної Туркменістану.

## Клубна кар'єра
Починав кар'єру в футзальної команди «Галкан» (Ашгабад), в якому ставав чемпіоном 2014 року і найкращим бомбардиром (10 голів).
У 2015 році перейшов у професіональний футбол, підписавши контракт з «Ахалом». Дебютував за новий клуб у рамках Кубка АФК 2015 року проти бішкекського «Дордоя», вже на 9 хвилині забивши зі штрафного. У першій же грі Чемпіонату Туркменістану, оформив покер у ворота «Енергетика» (Туркменбаші).
З 2016 року гравець ашгабатського «Алтин Асира».

## Виступи за збірну
У травні 2015 року вперше викликаний до складу національної збірної Туркменістану. 11 червня 2015 року дебютував за збірну в матчі проти Гуаму, вийшовши на заміну на 87 хвилині. 26 березня 2017 року забив перший гол за збірну у матчі проти Тайваню на 23 хвилині.
У складі збірної був учасником кубка Азії з футболу 2019 року в ОАЕ.
| Дата       | Місто         | Господарі    | Результат | Гості        | Турнір                     | Голи | Примітки |
| ---------- | ------------- | ------------ | --------- | ------------ | -------------------------- | ---- | -------- |
| 09-01-2019 | Абу-Дабі      | Японія       | 3 – 2     | Туркменістан | Кубок Азії 2019 - 1-й етап | -    | 50' 88'  |
| 13-1-2019  | Дубай (місто) | Туркменістан | 0 – 4     | Узбекистан   | Кубок Азії 2019 - 1-й етап | -    | 46'      |
| Усього     |               | Матчів       | 2         |              | Голів                      | 0    |          |

## Досягнення
- Чемпіон Туркменістану (8):

«Алтин Асир»: 2016, 2017, 2018, 2019, 2020, 2021
«Аркадаг»: 2023, 2024
- Кубок Туркменістану (5):

«Алтин Асир»: 2016, 2019, 2020
«Аркадаг»: 2023, 2024
- Суперкубок Туркменістану (8):

«Алтин Асир»: 2016, 2017, 2018, 2019, 2020, 2021, 2022
«Аркадаг»: 2024

### Особисті
- Найкращий бомбардир Чемпіонату Туркменістану: 2020
- Футболіст року в Туркменістані: 2020